# Финал Кубка Стэнли 2022
Финал Кубка Стэнли 2022 — решающая серия розыгрыша плей-офф Кубка Стэнли в сезоне Национальной хоккейной лиги 2021/2022 годов. В финале принимали участие чемпионы Западной и Восточной конференций, «Колорадо Эвеланш» и «Тампа-Бэй Лайтнинг» соответственно. Серия стартовала 15 июня в Денвере и завершилась 26 июня победой «Колорадо» в шести матчах. Обладателем «Конн Смайт Трофи» стал защитник чемпионов Кейл Макар.

## Формат финала
Финальная серия состоит максимум из семи игр и ведётся до четырёх побед, в формате Д-Д-Г-Г-Д-Г-Д. В случае ничейного результата по итогам основного времени матча назначается 20-минутный овертайм в формате «пять на пять» до первой заброшенной шайбы. Количество овертаймов неограниченно.

## Путь к финалу

### «Колорадо Эвеланш»
По итогам регулярного чемпионата «Колорадо» со 119 очками занял 1-е место в Центральном дивизионе и Западной конференции.
В первом раунде «Эвеланш» со счётом 4-0 обыграли «Нэшвилл Предаторз», во втором раунде в шести матчах «Сент-Луис Блюз», а в финале конференции «в сухую» одолели «Эдмонтон Ойлерз».
Для «Колорадо Эвеланш» этот финал является третьим в истории клуба. В двух своих предыдущих финалах (1996, 2001) «лавины» выигрывали Кубок Стэнли.

### «Тампа-Бэй Лайтнинг»
По итогам регулярного чемпионата «Тампа» со 110 очками заняла 3-е место в Атлантическом дивизионе.
В первом раунде плей-офф «Лайтнинг» в семи матчах обыграли «Торонто Мейпл Лифс», во втором раунде «в сухую» «Флориду Пантерз», а в финале конференции «Нью-Йорк Рейнджерс» со счётом 4-2. 
Для «Тампы» этот финал является 5-м в истории клуба. В предыдущих четырёх команда выиграла три Кубка Стэнли, последний из которых был завоёван в прошлом году. Также «Тампа-Бэй Лайтнинг» является первой после «Эдмонтон Ойлерз» (1983—1985) командой, которой удалось выйти в финал третий год подряд.

### Регулярный чемпионат

#### Результаты очных встреч
| 23 октября 19:00 | Тампа-Бэй Лайтнинг | 3 : 4 (Бул.) (0:1, 1:1, 2:1, 0:0, 0:1) | Колорадо Эвеланш | Амали-арена Зрителей: 19 092 |

| Отчёт | Отчёт                               | Отчёт | Отчёт        | Отчёт                                                                        |
| --- | ----------------------------------- | --- | ------------ | ---------------------------------------------------------------------------- |
| |                                     | |              |                                                                              |
| | Андрей Василевский                  | Вратари | Дарси Кемпер | Судьи: Эрик Фурлатт Фредерик Л’Экюйе Линейные судьи: Эндрю Смит Брэд Ковачик |
| | Голы:                               | |              | Судьи: Эрик Фурлатт Фредерик Л’Экюйе Линейные судьи: Эндрю Смит Брэд Ковачик |
| Матьё Жозеф — 26:34 (Э. Сирелли, А. Киллорн) Стивен Стэмкос — 43:44 (О. Палат, Р. Макдона) Брэйден Пойнт — 57:25 (В. Хедман, С. Стэмкос) | 0 : 1 : 1 1 : 2 : 2 2 : 3 : 3 3 : 4 | 09:02 — Габриэль Ландескуг (Н. Маккиннон, Б. Байрэм) 31:51 — Микко Рантанен (Н. Маккиннон, К. Макар) 49:50 — Натан Маккиннон (бол.) (К. Макар, Г. Ландескуг) 65:00 — Кейл Макар (поб. бул.) |              | Судьи: Эрик Фурлатт Фредерик Л’Экюйе Линейные судьи: Эндрю Смит Брэд Ковачик |
| |                                     | |              | Судьи: Эрик Фурлатт Фредерик Л’Экюйе Линейные судьи: Эндрю Смит Брэд Ковачик |
| |                                     | |              | Судьи: Эрик Фурлатт Фредерик Л’Экюйе Линейные судьи: Эндрю Смит Брэд Ковачик |
| |                                     | |              | Судьи: Эрик Фурлатт Фредерик Л’Экюйе Линейные судьи: Эндрю Смит Брэд Ковачик |
| 14 мин | Штраф                               | 8 мин |              | Судьи: Эрик Фурлатт Фредерик Л’Экюйе Линейные судьи: Эндрю Смит Брэд Ковачик |
| |                                     | |              |                                                                              |
| | 32                                  | Броски | 27           |                                                                              |

| 10 февраля 19:00 | Колорадо Эвеланш | 3 : 2 (2:1, 1:1, 0:0) | Тампа-Бэй Лайтнинг | Болл-арена Зрителей: 18 018 |

| Отчёт | Отчёт                         | Отчёт                                                                                     | Отчёт              | Отчёт                                                                          |
| --- | ----------------------------- | ----------------------------------------------------------------------------------------- | ------------------ | ------------------------------------------------------------------------------ |
| |                               |                                                                                           |                    |                                                                                |
| | Дарси Кемпер                  | Вратари                                                                                   | Андрей Василевский | Судьи: Крис Шленкер Келли Сазерленд Линейные судьи: Райан Гиббонс Кил Марчисон |
| | Голы:                         |                                                                                           |                    | Судьи: Крис Шленкер Келли Сазерленд Линейные судьи: Райан Гиббонс Кил Марчисон |
| Габриэль Ландескуг — 02:43 (М. Рантанен, Д. Тэйвз) Девон Тэйвз — 06:16 (Н. Кадри, Э. Джонсон) Валерий Ничушкин — 21:56 (А. Бураковски) | 1 : 0 2 : 0 2 : 1 3 : 1 3 : 2 | 10:45 — Никита Кучеров (Б. Пойнт, Я. Рутта) 35:54 — Брэйден Пойнт (М. Сергачёв, О. Палат) |                    | Судьи: Крис Шленкер Келли Сазерленд Линейные судьи: Райан Гиббонс Кил Марчисон |
| |                               |                                                                                           |                    | Судьи: Крис Шленкер Келли Сазерленд Линейные судьи: Райан Гиббонс Кил Марчисон |
| |                               |                                                                                           |                    | Судьи: Крис Шленкер Келли Сазерленд Линейные судьи: Райан Гиббонс Кил Марчисон |
| |                               |                                                                                           |                    | Судьи: Крис Шленкер Келли Сазерленд Линейные судьи: Райан Гиббонс Кил Марчисон |
| 8 мин | Штраф                         | 8 мин                                                                                     |                    | Судьи: Крис Шленкер Келли Сазерленд Линейные судьи: Райан Гиббонс Кил Марчисон |
| |                               |                                                                                           |                    |                                                                                |
| | 47                            | Броски                                                                                    | 38                 |                                                                                |

##### Турнирное положение
| М | Команда                 | И  | В  | ВО | ВОО | П  | ПО | ШЗ  | ШП  | РШ | %    | Очки |
| - | ----------------------- | -- | -- | -- | --- | -- | -- | --- | --- | -- | ---- | ---- |
| 1 | y — Каролина Харрикейнз | 82 | 54 | 47 | 53  | 20 | 8  | 278 | 202 | 76 | .707 | 116  |
| 2 | Нью-Йорк Рейнджерс      | 82 | 52 | 44 | 48  | 24 | 6  | 254 | 207 | 47 | .671 | 110  |
| 3 | Питтсбург Пингвинз      | 82 | 46 | 37 | 43  | 25 | 11 | 272 | 229 | 43 | .628 | 103  |

| М | Команда             | И  | В  | ВО | ВОО | П  | ПО | ШЗ  | ШП  | РШ | %    | Очки |
| - | ------------------- | -- | -- | -- | --- | -- | -- | --- | --- | -- | ---- | ---- |
| 1 | p — Флорида Пантерз | 82 | 58 | 42 | 55  | 18 | 6  | 340 | 246 | 94 | .744 | 122  |
| 2 | Торонто Мейпл Лифс  | 82 | 54 | 45 | 51  | 21 | 7  | 315 | 253 | 62 | .701 | 115  |
| 3 | Тампа-Бэй Лайтнинг  | 82 | 51 | 39 | 49  | 23 | 8  | 287 | 233 | 54 | .671 | 110  |

| М  | Команда              | Див | И  | В  | ВО | ВОО | П  | ПО | ШЗ  | ШП  | РШ  | %    | Очки |
| -- | -------------------- | --- | -- | -- | -- | --- | -- | -- | --- | --- | --- | ---- | ---- |
| 1  | Бостон Брюинз        | А   | 82 | 51 | 40 | 49  | 26 | 5  | 255 | 220 | 35  | .652 | 107  |
| 2  | Вашингтон Кэпиталз   | С   | 82 | 44 | 35 | 39  | 26 | 12 | 275 | 245 | 30  | .610 | 100  |
|    |                      |     |    |    |    |     |    |    |     |     |     |      |      |
| 3  | Нью-Йорк Айлендерс   | С   | 82 | 37 | 34 | 35  | 35 | 10 | 231 | 237 | -6  | .512 | 84   |
| 4  | Коламбус Блю Джекетс | С   | 82 | 37 | 26 | 33  | 38 | 7  | 262 | 300 | -38 | .494 | 81   |
| 5  | Баффало Сейбрз       | А   | 82 | 32 | 25 | 29  | 39 | 11 | 232 | 290 | -58 | .457 | 75   |
| 6  | Детройт Ред Уингз    | А   | 82 | 32 | 21 | 29  | 40 | 10 | 230 | 312 | -82 | .451 | 74   |
| 7  | Оттава Сенаторз      | А   | 82 | 33 | 26 | 30  | 42 | 7  | 227 | 266 | -39 | .445 | 73   |
| 8  | Нью-Джерси Девилз    | С   | 82 | 27 | 19 | 24  | 46 | 9  | 248 | 307 | -59 | .384 | 63   |
| 9  | Филадельфия Флайерз  | С   | 82 | 25 | 20 | 24  | 46 | 11 | 211 | 298 | -87 | .372 | 61   |
| 10 | Монреаль Канадиенс   | А   | 82 | 22 | 16 | 19  | 49 | 11 | 221 | 319 | -98 | .335 | 55   |

| М | Команда              | И  | В  | ВО | ВОО | П  | ПО | ШЗ  | ШП  | РШ | %    | Очки |
| - | -------------------- | -- | -- | -- | --- | -- | -- | --- | --- | -- | ---- | ---- |
| 1 | z — Колорадо Эвеланш | 82 | 56 | 46 | 52  | 19 | 7  | 312 | 234 | 78 | .726 | 119  |
| 2 | Миннесота Уайлд      | 82 | 53 | 37 | 48  | 22 | 7  | 310 | 253 | 57 | .689 | 113  |
| 3 | Сент-Луис Блюз       | 82 | 49 | 43 | 47  | 22 | 11 | 311 | 242 | 69 | .665 | 109  |

| М | Команда            | И  | В  | ВО | ВОО | П  | ПО | ШЗ  | ШП  | РШ | %    | Очки |
| - | ------------------ | -- | -- | -- | --- | -- | -- | --- | --- | -- | ---- | ---- |
| 1 | y — Калгари Флэймз | 82 | 50 | 44 | 48  | 21 | 11 | 293 | 208 | 85 | .677 | 111  |
| 2 | Эдмонтон Ойлерз    | 82 | 49 | 38 | 44  | 27 | 6  | 290 | 252 | 38 | .634 | 104  |
| 3 | Лос-Анджелес Кингз | 82 | 44 | 35 | 40  | 27 | 11 | 239 | 236 | 3  | .604 | 99   |

| М  | Команда            | Див | И  | В  | ВО | ВОО | П  | ПО | ШЗ  | ШП  | РШ   | %    | Очки |
| -- | ------------------ | --- | -- | -- | -- | --- | -- | -- | --- | --- | ---- | ---- | ---- |
| 1  | Даллас Старз       | Ц   | 82 | 46 | 31 | 41  | 30 | 6  | 238 | 246 | -8   | .598 | 98   |
| 2  | Нэшвилл Предаторз  | Ц   | 82 | 45 | 35 | 41  | 30 | 7  | 266 | 252 | 14   | .591 | 97   |
|    |                    |     |    |    |    |     |    |    |     |     |      |      |      |
| 3  | Вегас Голден Найтс | Т   | 82 | 43 | 34 | 39  | 31 | 8  | 266 | 248 | 18   | .573 | 94   |
| 4  | Ванкувер Кэнакс    | Т   | 82 | 40 | 32 | 37  | 30 | 12 | 249 | 236 | 13   | .561 | 92   |
| 5  | Виннипег Джетс     | Ц   | 82 | 39 | 32 | 37  | 32 | 11 | 252 | 257 | -5   | .543 | 89   |
| 6  | Сан-Хосе Шаркс     | Т   | 82 | 32 | 22 | 29  | 37 | 13 | 214 | 264 | -50  | .470 | 77   |
| 7  | Анахайм Дакс       | Т   | 82 | 31 | 22 | 27  | 37 | 14 | 232 | 271 | -39  | .463 | 76   |
| 8  | Чикаго Блэкхокс    | Ц   | 82 | 28 | 16 | 22  | 42 | 12 | 219 | 291 | -72  | .415 | 68   |
| 9  | Сиэтл Кракен       | Т   | 82 | 27 | 23 | 24  | 49 | 6  | 216 | 285 | -69  | .366 | 60   |
| 10 | Аризона Койотис    | Ц   | 82 | 25 | 18 | 24  | 50 | 7  | 207 | 313 | -106 | .348 | 57   |

### Плей-офф
| Стадия            | Соперник | Соперник            | Общий счёт | Результаты игр                         |
| ----------------- | -------- | ------------------- | ---------- | -------------------------------------- |
| 1-й раунд         | УК2      | «Нэшвилл Предаторз» | 4 − 0      | 7:2, 2:1 (ОТ), 7:3, 5:3                |
| 2-й раунд         | Ц3       | «Сент-Луис Блюз»    | 4 − 2      | 3:2 (ОТ), 1:4, 5:2, 6:3, 4:5 (ОТ), 3:2 |
| финал конференции | Т2       | «Эдмонтон Ойлерз»   | 4 − 0      | 8:6, 4:0, 4:2, 6:5 (ОТ)                |

| Стадия            | Соперник | Соперник             | Общий счёт | Результаты игр                         |
| ----------------- | -------- | -------------------- | ---------- | -------------------------------------- |
| 1-й раунд         | А2       | «Торонто Мейпл Лифс» | 4 − 3      | 0:5, 5:3, 2:5, 7:3, 3:4, 4:3 (ОТ), 2:1 |
| 2-й раунд         | А1       | «Флорида Пантерз»    | 4 − 0      | 4:1, 2:1, 5:1, 2:0                     |
| финал конференции | С2       | «Нью-Йорк Рейнджерс» | 4 − 2      | 2:6, 2:3, 3:2, 4:1, 3:1, 2:1           |

## Арены
| Денвер              | Болл-арена Амали-аренаАрены финала Кубка Стэнли 2022 | Тампа               |
| Болл-арена          | Болл-арена Амали-аренаАрены финала Кубка Стэнли 2022 | Амали-арена         |
| Вместимость: 18 007 | Болл-арена Амали-аренаАрены финала Кубка Стэнли 2022 | Вместимость: 19 092 |
|                     | Болл-арена Амали-аренаАрены финала Кубка Стэнли 2022 |                     |

Домашний стадион «Колорадо Эвеланш» «Болл-арена» под названием «Пепси-центр» принимал матчи финала Кубка Стэнли 2001. В 1996 году, когда «Эвеланш» завоевали свой первый Кубок Стэнли, команда выступала на «Макниколс Спортс-арене». На хоккейных матчах «Болл-арена» способна вмещать более 18 000 зрителей.
Домашний стадион «Тампы-Бэй Лайтнинг» «Амали-арена» трижды принимал матчи финала Кубка Стэнли, в 2004, 2015 и 2021 годах. В 2020 году из-за пандемии коронавируса все матчи финала проходили на нейтральной площадке в Эдмонтоне. На хоккейных матчах арена способна принять более 19 000 зрителей.

## Ход серии
Североамериканское восточное время (UTC-4).

### Матч №1
| 15 июня 20:00 | Колорадо Эвеланш | 4 : 3 (ОТ) (3:1, 0:2, 0:0, 1:0) | Тампа-Бэй Лайтнинг | Болл-арена Зрителей: 17 778 |

| Отчёт | Отчёт                                     | Отчёт | Отчёт              | Отчёт                                                                      |
| --- | ----------------------------------------- | --- | ------------------ | -------------------------------------------------------------------------- |
| |                                           | |                    |                                                                            |
| | Дарси Кемпер                              | Вратари | Андрей Василевский | Судьи: Горд Дуайер Келли Сазерленд Линейные судьи: Стив Бартон Райан Дэйзи |
| | Голы:                                     | |                    | Судьи: Горд Дуайер Келли Сазерленд Линейные судьи: Стив Бартон Райан Дэйзи |
| Габриэль Ландескуг — 07:47 (М. Рантанен, Б. Байрэм) Валерий Ничушкин — 09:23 (Н. Маккиннон) Арттури Лехконен (бол.) — 17:31 (М. Рантанен, Г. Ландескуг) Андре Бураковски — 61:23 (В. Ничушкин, Джей Ти Комфер) | 1 : 0 2 : 0 2 : 1 3 : 1 3 : 2 3 : 3 4 : 3 | 12:26 — Ник Пол (В. Хедман, Б. Пойнт) 32:51 — Ондржей Палат (Н. Кучеров, Р. Макдона) 33:39 — Михаил Сергачёв (Б. Хэйгел, Э. Сирелли) |                    | Судьи: Горд Дуайер Келли Сазерленд Линейные судьи: Стив Бартон Райан Дэйзи |
| |                                           | |                    | Судьи: Горд Дуайер Келли Сазерленд Линейные судьи: Стив Бартон Райан Дэйзи |
| |                                           | |                    | Судьи: Горд Дуайер Келли Сазерленд Линейные судьи: Стив Бартон Райан Дэйзи |
| |                                           | |                    | Судьи: Горд Дуайер Келли Сазерленд Линейные судьи: Стив Бартон Райан Дэйзи |
| 8 мин | Штраф                                     | 8 мин |                    | Судьи: Горд Дуайер Келли Сазерленд Линейные судьи: Стив Бартон Райан Дэйзи |
| |                                           | |                    |                                                                            |
| | 38                                        | Броски | 23                 |                                                                            |

Перед первым матчем финальной серии в состав «Тампы» вернулся нападающий Брэйден Пойнт, который из-за травмы не выходил на лёд с 15 мая. Счёт в матче на 8-й минуте первого периода открыл капитан хозяев Габриэль Ландескуг, а через полторы минуты Валерий Ничушкин удваивает преимущество. В середине первого периода Ник Пол отыгрывает одну шайбу, однако в концовке периода «лавины» реализуют большинство при игре 5 на 3. В середине второй двадцатиминутки Ондржей Палат сокращает счёт до минимального, благодаря результативной передаче Никиты Кучерова, которая стала для хоккеиста 100-й в матчах плей-офф НХЛ. Менее чем через минуту Михаил Сергачёв делает счёт равный 3:3. За оставшееся время хоккеисты не смогли поразить ворота соперника и игра перешла в овертайм, где точный бросок Андре Бураковски принёс победу «Эвеланш».

### Матч №2
| 18 июня 20:00 | Колорадо Эвеланш | 7 : 0 (3:0, 2:0, 2:0) | Тампа-Бэй Лайтнинг | Болл-арена Зрителей: 17 849 |

| Отчёт | Отчёт                                     | Отчёт   | Отчёт              | Отчёт                                                                  |
| --- | ----------------------------------------- | ------- | ------------------ | ---------------------------------------------------------------------- |
| |                                           |         |                    |                                                                        |
| | Дарси Кемпер                              | Вратари | Андрей Василевский | Судьи: Уэс Макколи Жан Эбер Линейные судьи: Кил Марчисон Джонни Мюррей |
| | Голы:                                     |         |                    | Судьи: Уэс Макколи Жан Эбер Линейные судьи: Кил Марчисон Джонни Мюррей |
| Валерий Ничушкин (бол.) — 02:54 (А. Бураковски, А. Ньюхук) Джош Мэнсон — 07:55 (Э. Коглиано, А. Ньюхук) Андре Бураковски — 13:52 (М. Рантанен, Д. Тэйвз) Валерий Ничушкин — 24:51 (М. Рантанен) Даррен Хелм — 36:26 (Л. О’Коннор) Кейл Макар (мен.) — 42:04 (Э. Коглиано) Кейл Макар (бол.) — 49:49 (М. Рантанен, Н. Маккиннон) | 1 : 0 2 : 0 3 : 0 4 : 0 5 : 0 6 : 0 7 : 0 |         |                    | Судьи: Уэс Макколи Жан Эбер Линейные судьи: Кил Марчисон Джонни Мюррей |
| |                                           |         |                    | Судьи: Уэс Макколи Жан Эбер Линейные судьи: Кил Марчисон Джонни Мюррей |
| |                                           |         |                    | Судьи: Уэс Макколи Жан Эбер Линейные судьи: Кил Марчисон Джонни Мюррей |
| |                                           |         |                    | Судьи: Уэс Макколи Жан Эбер Линейные судьи: Кил Марчисон Джонни Мюррей |
| 26 мин | Штраф                                     | 28 мин  |                    | Судьи: Уэс Макколи Жан Эбер Линейные судьи: Кил Марчисон Джонни Мюррей |
| |                                           |         |                    |                                                                        |
| | 30                                        | Броски  | 16                 |                                                                        |

Перед матчем в состав «Колорадо» после травмы вернулся нападающий Эндрю Коглиано, который заменил Николя Обе-Кюбеля. В первом периоде «Эвеланш» забросили три безответные шайбы. Во втором и третьем ещё по две и таким образом «Колорадо» победил со счётом 7:0 и упрочил своё лидерство в серии.

### Матч №3
| 20 июня 20:00 | Тампа-Бэй Лайтнинг | 6 : 2 (2:1, 4:1, 0:0) | Колорадо Эвеланш | Амали-арена Зрителей: 19 092 |

| Отчёт | Отчёт                                         | Отчёт | Отчёт                                                   | Отчёт                                                                 |
| --- | --------------------------------------------- | --- | ------------------------------------------------------- | --------------------------------------------------------------------- |
| |                                               | |                                                         |                                                                       |
| | Андрей Василевский                            | Вратари | 00:00-31:15 — Дарси Кемпер 31:15-60:00 — Павел Францоуз | Судьи: Горд Дуайер Крис Руни Линейные судьи: Райан Дэйзи Брэд Ковачик |
| | Голы:                                         | |                                                         | Судьи: Горд Дуайер Крис Руни Линейные судьи: Райан Дэйзи Брэд Ковачик |
| Энтони Сирелли — 13:03 (П. Марун) Ондржей Палат — 14:54 (С. Стэмкос) Ник Пол — 21:26 (Р. Колтон) Стивен Стэмкос — 27:52 (Н. Кучеров, З. Богосян) Патрик Марун — 31:15 (Н. Кучеров, В. Хедман) Кори Перри (бол.) — 34:58 (О. Палат, В. Хедман) | 0 : 1 : 1 2 : 1 3 : 1 3 : 2 4 : 2 5 : 2 6 : 2 | 08:19 — Габриэль Ландескуг (бол.) (М. Рантанен, К. Макар) 24:43 — Габриэль Ландескуг (бол.) (К. Макар, М. Рантанен) |                                                         | Судьи: Горд Дуайер Крис Руни Линейные судьи: Райан Дэйзи Брэд Ковачик |
| |                                               | |                                                         | Судьи: Горд Дуайер Крис Руни Линейные судьи: Райан Дэйзи Брэд Ковачик |
| |                                               | |                                                         | Судьи: Горд Дуайер Крис Руни Линейные судьи: Райан Дэйзи Брэд Ковачик |
| |                                               | |                                                         | Судьи: Горд Дуайер Крис Руни Линейные судьи: Райан Дэйзи Брэд Ковачик |
| 27 мин | Штраф                                         | 31 мин |                                                         | Судьи: Горд Дуайер Крис Руни Линейные судьи: Райан Дэйзи Брэд Ковачик |
| |                                               | |                                                         |                                                                       |
| | 33                                            | Броски | 39                                                      |                                                                       |

Из-за травм в матче не участвовали нападающий «Тампы» Брэйден Пойнт и форвард «Колорадо» Андре Бураковски, которых заменили Райли Нэш и Николя Обе-Кюбель соответственно. Счёт в матче открыл капитан «Эвеланш» Габриэль Ландескуг, реализовав большинство на 9-й минуте 1-го периода, однако голы Энтони Сирелли на 14-й минуте и Ондржея Палата на 15-й вывели «Тампу» вперёд. В начале 2-го периода Ник Пол увеличивает преимущество домашней команды, но Габриэль Ландескуг во второй раз забивает в большинстве и сокращает счёт. Далее хоккеисты «Лайтнинг» трижды подряд поражают ворота гостей и благодаря чему побеждают в матче со счётом 6:2.

### Матч №4
| 22 июня 20:00 | Тампа-Бэй Лайтнинг | 2 : 3 (ОТ) (1:0, 1:1, 0:1, 0:1) | Колорадо Эвеланш | Амали-арена Зрителей: 19 092 |

| Отчёт                                                               | Отчёт                       | Отчёт | Отчёт        | Отчёт                                                                       |
| ------------------------------------------------------------------- | --------------------------- | --- | ------------ | --------------------------------------------------------------------------- |
|                                                                     |                             | |              |                                                                             |
|                                                                     | Андрей Василевский          | Вратари | Дарси Кемпер | Судьи: Уэс Макколи Келли Сазерленд Линейные судьи: Стив Бартон Кил Марчисон |
|                                                                     | Голы:                       | |              | Судьи: Уэс Макколи Келли Сазерленд Линейные судьи: Стив Бартон Кил Марчисон |
| Энтони Сирелли — 00:36 (Э. Чернак) Виктор Хедман — 30:42 (Я. Рутта) | 1 : 0 1 : 1 2 : 1 2 : 2 : 3 | 25:17 — Натан Маккиннон (бол.) (М. Рантанен, К. Макар) 42:53 — Эндрю Коглиано (Н. Штурм, Д. Хелм) 72:02 — Назем Кадри (А. Лехконен, Д. Кемпер) |              | Судьи: Уэс Макколи Келли Сазерленд Линейные судьи: Стив Бартон Кил Марчисон |
|                                                                     |                             | |              | Судьи: Уэс Макколи Келли Сазерленд Линейные судьи: Стив Бартон Кил Марчисон |
|                                                                     |                             | |              | Судьи: Уэс Макколи Келли Сазерленд Линейные судьи: Стив Бартон Кил Марчисон |
|                                                                     |                             | |              | Судьи: Уэс Макколи Келли Сазерленд Линейные судьи: Стив Бартон Кил Марчисон |
| 4 мин                                                               | Штраф                       | 4 мин |              | Судьи: Уэс Макколи Келли Сазерленд Линейные судьи: Стив Бартон Кил Марчисон |
|                                                                     |                             | |              |                                                                             |
|                                                                     | 39                          | Броски | 37           |                                                                             |

Перед матчем, восстановившись после травмы, в состав «Колорадо» вернулся нападающий Назем Кадри, который не играл с 5 июня. Счёт в матче был открыт уже на первой же минуте встречи, после точного броска нападающего «Тампы» Энтони Сирелли. Во втором периоде команды обменялись заброшенными шайбами, а на старте 3-го периода Эндрю Коглиано сравнял счёт. Основное время матча завершилось со счётом 2:2 и игра перешла в овертайм, где гол Назема Кадри приносит «лавинам» победу. Таким образом «Колорадо Эвеланш» оказывается в одной победе от завоевания Кубка Стэнли.

### Матч №5
| 24 июня 20:00 | Колорадо Эвеланш | 2 : 3 (0:1, 1:1, 1:1) | Тампа-Бэй Лайтнинг | Болл-арена Зрителей: 18 015 |

| Отчёт                                                                                        | Отчёт                     | Отчёт | Отчёт              | Отчёт                                                                |
| -------------------------------------------------------------------------------------------- | ------------------------- | --- | ------------------ | -------------------------------------------------------------------- |
|                                                                                              |                           | |                    |                                                                      |
|                                                                                              | Дарси Кемпер              | Вратари | Андрей Василевский | Судьи: Жан Эбер Крис Руни Линейные судьи: Брэд Ковачик Джонни Мюррей |
|                                                                                              | Голы:                     | |                    | Судьи: Жан Эбер Крис Руни Линейные судьи: Брэд Ковачик Джонни Мюррей |
| Валерий Ничушкин — 25:07 (К. Макар, Н. Маккиннон) Кейл Макар — 42:31 (Д. Тэйвз, В. Ничушкин) | 0 : 1 : 1 1 : 2 : 2 2 : 3 | 15:23 — Ян Рутта (К. Перри, М. Сергачёв) 28:10 — Никита Кучеров (бол.) (С. Стэмкос, К. Перри) 53:38 — Ондржей Палат (В. Хедман, М. Сергачёв) |                    | Судьи: Жан Эбер Крис Руни Линейные судьи: Брэд Ковачик Джонни Мюррей |
|                                                                                              |                           | |                    | Судьи: Жан Эбер Крис Руни Линейные судьи: Брэд Ковачик Джонни Мюррей |
|                                                                                              |                           | |                    | Судьи: Жан Эбер Крис Руни Линейные судьи: Брэд Ковачик Джонни Мюррей |
|                                                                                              |                           | |                    | Судьи: Жан Эбер Крис Руни Линейные судьи: Брэд Ковачик Джонни Мюррей |
| 10 мин                                                                                       | Штраф                     | 6 мин |                    | Судьи: Жан Эбер Крис Руни Линейные судьи: Брэд Ковачик Джонни Мюррей |
|                                                                                              |                           | |                    |                                                                      |
|                                                                                              | 37                        | Броски | 29                 |                                                                      |

Счёт в матче был открыт на 16-й минуте 1-го периода защитником «Тампы» Яном Руттой. В начале 2-го периода Валерий Ничушкин сравнял счёт, однако через 3 минуты Никита Кучеров реализовал большинство и вновь вывел гостей вперёд. На старте 3-го периода защитник «лавин» Кейл Макар снова делает счёт равным, но за 6 минут и 22 секунды до финальной сирены Ондржей Палат забрасывает третью шайбу «Тампы» в матче. За оставшееся время «молнии» смогли сохранить преимущество в счёте и одержать победу в матче.

### Матч №6
| 26 июня 20:00 | Тампа-Бэй Лайтнинг | 1 : 2 (1:0, 0:2, 0:0) | Колорадо Эвеланш | Амали-арена Зрителей: 19 092 |

| Отчёт                             | Отчёт              | Отчёт                                                                                                 | Отчёт        | Отчёт                                                                      |
| --------------------------------- | ------------------ | --- | ------------ | -------------------------------------------------------------------------- |
|                                   |                    | |              |                                                                            |
|                                   | Андрей Василевский | Вратари                                                                                               | Дарси Кемпер | Судьи: Горд Дуайер Келли Сазерленд Линейные судьи: Стив Бартон Райан Дэйзи |
|                                   | Голы:              | |              | Судьи: Горд Дуайер Келли Сазерленд Линейные судьи: Стив Бартон Райан Дэйзи |
| Стивен Стэмкос — 03:48 (О. Палат) | 1 : 0 1 : 1 : 2    | 21:54 — Натан Маккиннон (Б. Байрэм, Г. Ландескуг) 32:28 — Арттури Лехконен (Н. Маккиннон, Дж. Мэнсон) |              | Судьи: Горд Дуайер Келли Сазерленд Линейные судьи: Стив Бартон Райан Дэйзи |
|                                   |                    | |              | Судьи: Горд Дуайер Келли Сазерленд Линейные судьи: Стив Бартон Райан Дэйзи |
|                                   |                    | |              | Судьи: Горд Дуайер Келли Сазерленд Линейные судьи: Стив Бартон Райан Дэйзи |
|                                   |                    | |              | Судьи: Горд Дуайер Келли Сазерленд Линейные судьи: Стив Бартон Райан Дэйзи |
| 2 мин                             | Штраф              | 2 мин                                                                                                 |              | Судьи: Горд Дуайер Келли Сазерленд Линейные судьи: Стив Бартон Райан Дэйзи |
|                                   |                    | |              |                                                                            |
|                                   | 23                 | Броски                                                                                                | 30           |                                                                            |

Счёт в матче в начале 1-го периода открыл капитан «Тампы» Стивен Стэмкос. Во втором периоде хоккеисты «Колорадо» забросили две шайбы и вышли вперёд в счёте. За оставшееся время счёт в матче не изменился и «Колорадо Эвеланш» завоевал свой 3-й в истории Кубок Стэнли спустя 21 год. Самым ценным игроком плей-офф стал защитник «лавин» Кейл Макар.

## Чемпион
| Обладатель Кубка Стэнли 2022  |
| ----------------------------- |
| Колорадо Эвеланш Третий титул |

## Составы команд
Жирным выделены годы завоевания Кубка Стэнли

### «Колорадо Эвеланш»
| №          | Игрок                  | Страна                    | Хват    | Дата рождения   | Рост (см) | Вес (кг) | Участие в финале    |
| Вратари    | Вратари                | Вратари                   | Вратари | Вратари         | Вратари   | Вратари  | Вратари             |
| ---------- | ---------------------- | ------------------------- | ------- | --------------- | --------- | -------- | ------------------- |
| 35         | Дарси Кемпер           | Канада                    | Левый   | 5 мая 1990      | 195       | 93       | первое              |
| 39         | Павел Францоуз         | Чехия                     | Правый  | 3 июня 1990     | 182       | 81       | первое              |
| Защитники  |                        |                           |         |                 |           |          |                     |
| 3          | Джек Джонсон           | Соединённые Штаты Америки | Левый   | 13 января 1987  | 185       | 103      | первое              |
| 4          | Боуэн Байрэм           | Канада                    | Левый   | 13 июня 2001    | 185       | 88       | первое              |
| 6          | Эрик Джонсон           | Соединённые Штаты Америки | Правый  | 21 марта 1988   | 193       | 102      | первое              |
| 7          | Девон Тэйвз            | Канада                    | Левый   | 21 февраля 1994 | 185       | 87       | первое              |
| 8          | Кейл Макар             | Канада                    | Правый  | 30 октября 1998 | 180       | 85       | первое              |
| 42         | Джош Мэнсон            | Соединённые Штаты Америки | Правый  | 7 октября 1991  | 190       | 99       | первое              |
| Нападающие |                        |                           |         |                 |           |          |                     |
| 11         | Эндрю Коглиано         | Канада                    | Левый   | 14 июня 1987    | 178       | 80       | второе (2020)       |
| 13         | Валерий Ничушкин       | Россия                    | Левый   | 4 марта 1995    | 193       | 93       | первое              |
| 16         | Николя Обе-Кюбель      | Канада                    | Правый  | 10 мая 1996     | 180       | 85       | первое              |
| 18         | Алекс Ньюхук           | Канада                    | Левый   | 28 января 2001  | 178       | 86       | первое              |
| 25         | Логан О’Коннор         | Соединённые Штаты Америки | Правый  | 14 августа 1996 | 183       | 79       | первое              |
| 29         | Натан Маккиннон — А    | Канада                    | Правый  | 1 сентября 1995 | 183       | 93       | первое              |
| 37         | Джей Ти Комфер         | Соединённые Штаты Америки | Правый  | 8 апреля 1995   | 183       | 88       | первое              |
| 43         | Даррен Хелм            | Канада                    | Левый   | 21 января 1987  | 182       | 89       | третье (2008, 2009) |
| 62         | Арттури Лехконен       | Финляндия                 | Левый   | 4 июля 1995     | 181       | 80       | второе (2021)       |
| 78         | Нико Штурм             | Германия                  | Левый   | 3 мая 1995      | 191       | 94       | первое              |
| 91         | Назем Кадри            | Канада                    | Левый   | 6 октября 1990  | 183       | 86       | первое              |
| 92         | Габриэль Ландескуг — К | Швеция                    | Левый   | 23 ноября 1992  | 184       | 98       | первое              |
| 95         | Андре Бураковски       | Швеция                    | Левый   | 9 февраля 1995  | 187       | 90       | второе (2018)       |
| 96         | Микко Рантанен — А     | Финляндия                 | Левый   | 29 октября 1996 | 193       | 96       | первое              |

### «Тампа-Бэй Лайтнинг»
| №          | Игрок               | Страна                    | Хват    | Дата рождения    | Рост (см) | Вес (кг) | Участие в финале             |
| Вратари    | Вратари             | Вратари                   | Вратари | Вратари          | Вратари   | Вратари  | Вратари                      |
| ---------- | ------------------- | ------------------------- | ------- | ---------------- | --------- | -------- | ---------------------------- |
| 1          | Брайан Эллиотт      | Канада                    | Левый   | 9 апреля 1985    | 188       | 95       | первое                       |
| 88         | Андрей Василевский  | Россия                    | Левый   | 27 июля 1994     | 190       | 94       | четвёртое (2015, 2020, 2021) |
| Защитники  |                     |                           |         |                  |           |          |                              |
| 24         | Зак Богосян         | Соединённые Штаты Америки | Правый  | 15 июля 1990     | 190       | 100      | второе (2020)                |
| 27         | Райан Макдона — А   | Соединённые Штаты Америки | Левый   | 13 июня 1989     | 185       | 97       | четвёртое (2014, 2020, 2021) |
| 44         | Ян Рутта            | Чехия                     | Правый  | 29 июля 1990     | 190       | 91       | третье (2020, 2021)          |
| 77         | Виктор Хедман — А   | Швеция                    | Левый   | 18 декабря 1990  | 198       | 101      | четвёртое (2015, 2020, 2021) |
| 81         | Эрик Чернак         | Словакия                  | Правый  | 28 мая 1997      | 193       | 102      | третье (2020, 2021)          |
| 98         | Михаил Сергачёв     | Россия                    | Левый   | 25 июня 1998     | 190       | 98       | третье (2020, 2021)          |
| Нападающие |                     |                           |         |                  |           |          |                              |
| 10         | Кори Перри          | Канада                    | Левый   | 16 мая 1985      | 190       | 95       | четвёртое (2007, 2020, 2021) |
| 14         | Патрик Марун        | Соединённые Штаты Америки | Левый   | 23 апреля 1988   | 191       | 104      | четвёртое (2019, 2020, 2021) |
| 16         | Райли Нэш           | Канада                    | Правый  | 9 мая 1989       | 185       | 78       | первое                       |
| 17         | Алекс Киллорн — А   | Канада                    | Левый   | 14 сентября 1989 | 188       | 88       | четвёртое (2015, 2020, 2021) |
| 18         | Ондржей Палат       | Чехия                     | Левый   | 28 марта 1991    | 183       | 86       | четвёртое (2015, 2020, 2021) |
| 20         | Ник Пол             | Канада                    | Левый   | 20 марта 1995    | 193       | 104      | первое                       |
| 21         | Брэйден Пойнт       | Канада                    | Правый  | 13 марта 1996    | 180       | 75       | третье (2020, 2021)          |
| 38         | Брэндон Хэйгел      | Канада                    | Левый   | 27 августа 1998  | 183       | 79       | первое                       |
| 41         | Пьер-Эдуар Белльмар | Франция                   | Левый   | 6 марта 1985     | 182       | 90       | второе (2018)                |
| 71         | Энтони Сирелли      | Канада                    | Левый   | 15 июля 1997     | 183       | 73       | третье (2020, 2021)          |
| 79         | Росс Колтон         | Соединённые Штаты Америки | Левый   | 11 сентября 1996 | 183       | 95       | второе (2021)                |
| 86         | Никита Кучеров      | Россия                    | Левый   | 17 июня 1993     | 181       | 81       | четвёртое (2015, 2020, 2021) |
| 91         | Стивен Стэмкос — К  | Канада                    | Правый  | 7 февраля 1990   | 185       | 88       | четвёртое (2015, 2020, 2021) |

## Обладатели Кубка Стэнли 2022
Указаны игроки, тренеры и сотрудники фронт-офиса, чьи имена выгравированы на Кубке Стэнли
| Вратари: - 35 Дарси Кемпер - 39 Павел Францоуз | Защитники: - 3 Джек Джонсон - 4 Боуэн Байрэм - 6 Эрик Джонсон — А - 7 Девон Тэйвз - 8 Кейл Макар - 28 Райан Мюррей - 42 Джош Мэнсон - 49 Самюэль Жирар - 56 Кёртис Макдермид | Крайние нападающие: - 13 Валерий Ничушкин - 16 Николя Обе-Кюбель - 25 Логан О’Коннор - 37 Джей Ти Комфер - 62 Арттури Лехконен - 92 Габриэль Ландескуг — К - 95 Андре Бураковски - 96 Микко Рантанен | Центральные нападающие: - 11 Эндрю Коглиано - 18 Алекс Ньюхук - 29 Натан Маккиннон — А - 43 Даррен Хелм - 78 Нико Штурм - 91 Назем Кадри | Главный тренер: - Джаред Беднар Ассистенты: - Рэй Беннетт - Нолан Пратт Тренер вратарей: - Юсси Парккила | Генеральный менеджер: Джо Сакик Владелец: Стэн Кронке |

### Комментарии
1. ↑  Не участвовал в матче №1
2. ↑  Не участвовал в матчах №2, №4, №5, №6
3. ↑  Не участвовал в матчах №1, №2, №3
4. ↑  Не участвовал в матчах №3, №4, №5, №6
5. ↑  Не участвовал в матчах №1, №2
6. ↑  Не участвовал в матчах №3, №4, №5, №6